# مرس کانینگهام
مرس کانینگهام (به انگلیسی: Merce Cunningham) ‏ (۱۶ آوریل ۱۹۱۹ – ۲۶ ژوئیه ۲۰۰۹) یکی از پرنفوذترین و سنت‌شکن‌ترین طراحان رقص آمریکا و جهان بود.

## زندگی‌نامه
مرس کانینگهام، به عنوان یکی از ستارگان گروه مارتا گراهام، طراح بزرگ باله، طی سال‌های ۱۹۳۹ تا ۱۹۴۵ میلادی، به رقص باله پرداخت . پس از سال‌ها همکاری با گروه‌های مهم باله مدرن، مرس کانینگهام در سال ۱۹۵۳ میلادی، در نیویورک، گروه بالهٔ خود را به نام «کمپانی رقص مرس کانینگهام» را بنا نهاد و شش سال بعد مدرسه رقص خود را گشود.

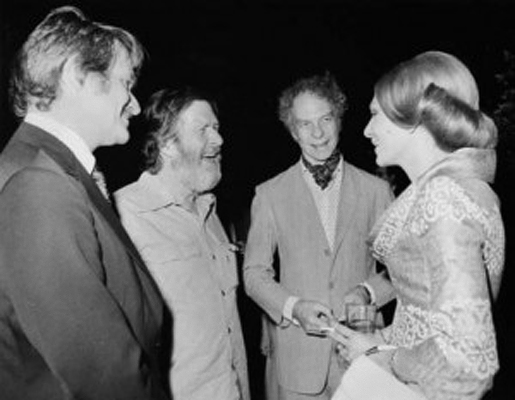
مرس کانینگهام، جان کیج، فرح دیبا

وی همجنس‌گرا بود و به جان کیج، شریک زندگی‌اش، عشق می‌ورزید.